# Holger Willmer
Holger Willmer (født 25. september 1958 i Lübeck, Vesttyskland) er en tysk tidligere fodboldspiller (forsvarer/midtbane). 
Willmer spillede hele sin karriere i hjemlandet, hvor han blandt andet repræsenterede FC Köln og Bayern München. Han var med til at vinde både det tyske mesterskab og DFB-Pokalen med begge klubber. Han stoppede karrieren i 1989 efter et par sæsoner hos Hannover 96.
Willmer nåede aldrig at repræsentere det tyske A-landshold, men spillede seks kampe for et udvalgt B-landshold i perioden 1979-1982.

## Titler
Bundesligaen
- 1978 med FC Köln
- 1985, 1986 og 1987 med Bayern München

DFB-Pokal
- 1978 og 1983 med FC Köln
- 1985 med Bayern München